# Stefania Zieleńczyk

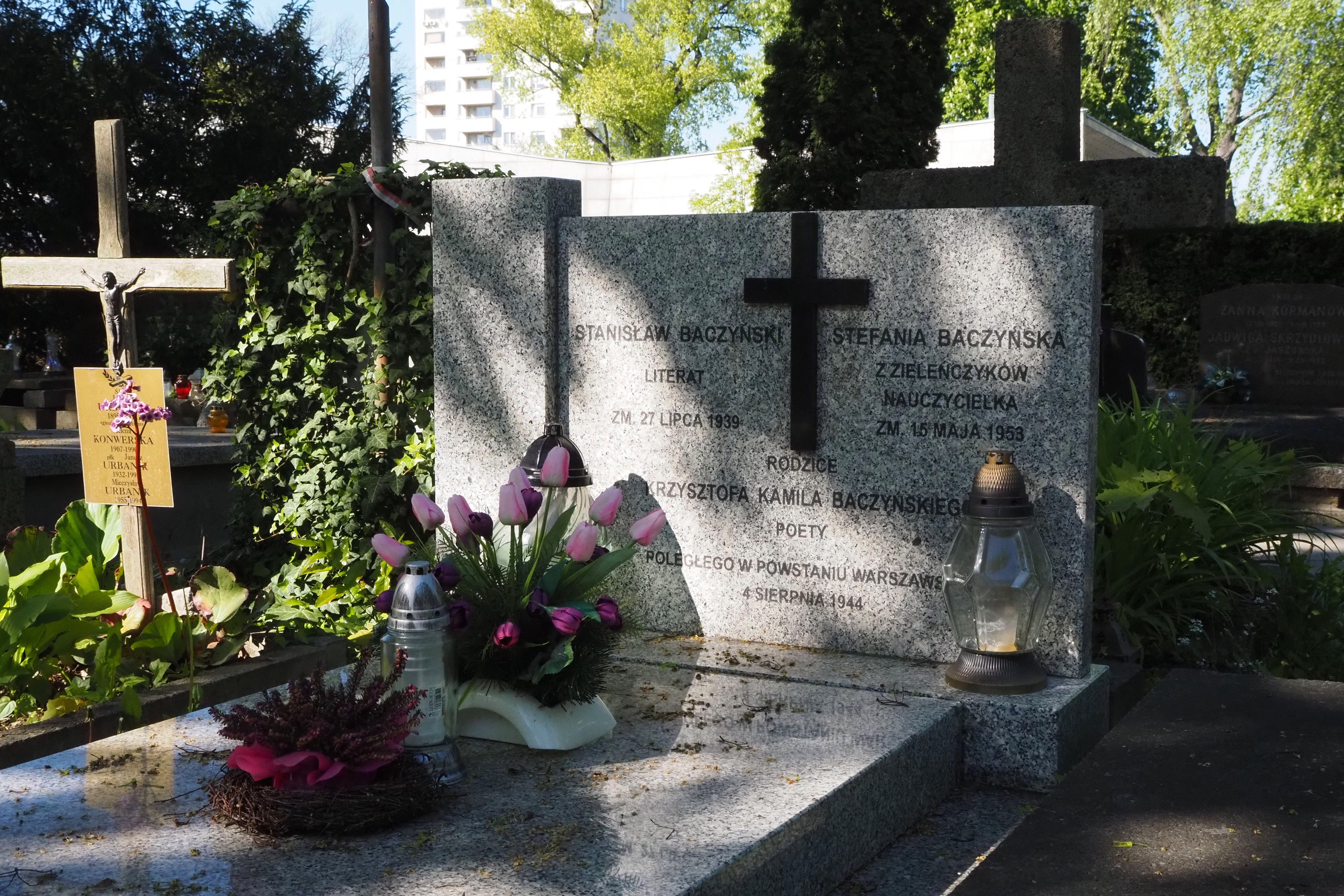
Grób Stanisława Baczyńskiego i Stefanii Baczyńskiej na Cmentarzu Wojskowym na Powązkach

Stefania Baczyńska z domu Zieleńczyk (ur. 3 grudnia 1890, zm. 15 maja 1953 w Warszawie) – matka Krzysztofa Kamila Baczyńskiego, nauczycielka i autorka podręczników oświatowo-pedagogicznych dla dzieci.

## Życiorys
Pochodziła z zasymilowanej rodziny warszawskich Żydów. Była córką Maksymiliana, rzemieślnika czapnika (zm. 1919) i Karoliny z domu Hirszman (zm. 1934). Jej brat Adam Zieleńczyk w czasie okupacji przebywał w getcie, z którego uciekł. 
Stefania poznała swojego męża podczas studiów przyrodniczych we Lwowie. Jej ślub ze Stanisławem Baczyńskim odbył się w Warszawie w 1911 roku. Pracowała jako nauczycielka metodyki, pełniła także funkcje kierowniczki szkoły ćwiczeń przy seminarium nauczycielskim.
W 1918 roku ukończyła w Warszawie Kurs Pedagogiczny dla nauczycieli szkół elementarnych, z wynikiem bardzo dobrym. W latach 1922–1932 wykładała w Seminarium Nauczycielskim Katolickiego Związku Polek w Warszawie.
Stefania Baczyńska była autorką podręcznika „Patrzę i opisuję. Część 3: Książka do ćwiczeń gramatycznych, ortograficznych i stylistycznych”, wydawanego w latach 1930–1933, współautorką razem z Anną Oderfeldówną, podręcznika „Patrzę i opisuję. Część 1.”, wydawanego w latach 1921–1937 oraz podręcznika „Patrzę i opisuję. Część 2.”, wydawanego w latach 1925–1938. Jest autorką książek i opowiadań dla dzieci: Wacek i sześć jego siostrzyczek (Warszawa, 1927), Żoko zagranicą: książka dla młodzieży (Warszawa, 1939). Była autorką opowiadań: Medor, Zamarzłe paprocie, Matka. Stefania Baczyńska przetłumaczyła na język polski utwory dla dzieci autorów niemieckich i rosyjskich: Erich Kästner: 35 Maja albo Konrad pojechał konno do Mórz Południowych (Warszawa, 1936), Iwan Kryłow: Bajki (Warszawa, 1951), Josef Löbel: Dziękuję, dobrze: pięćdziesiąt nowych rozdziałów medycyny optymistycznej (tyt. oryg. Danke - Gut!) (Warszawa, 1951), Löbel J.: Proszę się nie lękać: czterdzieści rozdziałów medycyny optymistycznej (tyt. oryg. Haben Sie keine Angst!) (Warszawa, 1938).
Zmarła 15 maja 1953 roku w zakładzie opiekuńczym na Służewie. Pochowano ją, zgodnie z jej życzeniem, z medalikiem św. Krzysztofa, wydobytym w 1947 z powstańczej mogiły syna. Trumnę złożono w kwaterze legionowej, gdzie leżał jej mąż Stanisław Baczyński (kwatera 5B-6-47).
Jej ostatnią wolą było, aby opiekunami rękopisów Krzysztofa byli: Jerzy Andrzejewski, Jarosław Iwaszkiewicz, Jerzy Turowicz i Kazimierz Wyka.